# Hôtel du Petit Louvre
Ne doit pas être confondu avec Hôtel du Louvre.
Pour les articles homonymes, voir Louvre.
L'Hôtel du petit Louvre est un hôtel particulier situé à Troyes, en France. Il est inscrit monument historique en 1986.

## Localisation
Situé dans le département français de l'Aube, sur la commune de Troyes, il est au cœur de la ville, en bord de Seine et à l'angle des rues Linard Gontier, Boucherat et Montée saint-Pierre.

## Historique
Ce bâtiment construit autour d'une cour fut érigé entre le XIIIe siècle et le XXe siècle ; il fut nommé ainsi en référence au Louvre de Paris, lieu de pouvoir.
Le bâtiment à droite de l'entrée, en pans de bois, se trouve là où étaient les anciens murs de la cité. La tour, rebâtie entre 1988 et 1989, reprend une ancienne tour du XIIIe qui est sûr des fondations gallo-romaines, cette tour avait été rasée en 1868. 
Sur le côté se trouvait la maison des trois pierres et qui date de 1753.
L'hôtel fut aussi une maison canoniale et reçut nombre de personnages illustres comme Louis Budé en 1501, chanoine du chapitre cathédral et archidiacre d'Arcis-sur-Aube, en 1517 Hennequin évêque et aumônier de François Ier. En 1609, elle devint la demeure de Charles de Choiseul, maréchal de France et gouverneur de Champagne. À partir de 1789, elle devint un relais de poste tenue par la famille Bourliet de la prairie.
Dans la cour se trouve un puits avec trois poulies, une loggia à l'italienne et une lucarne, toutes du XVIe.

## Galerie d'images

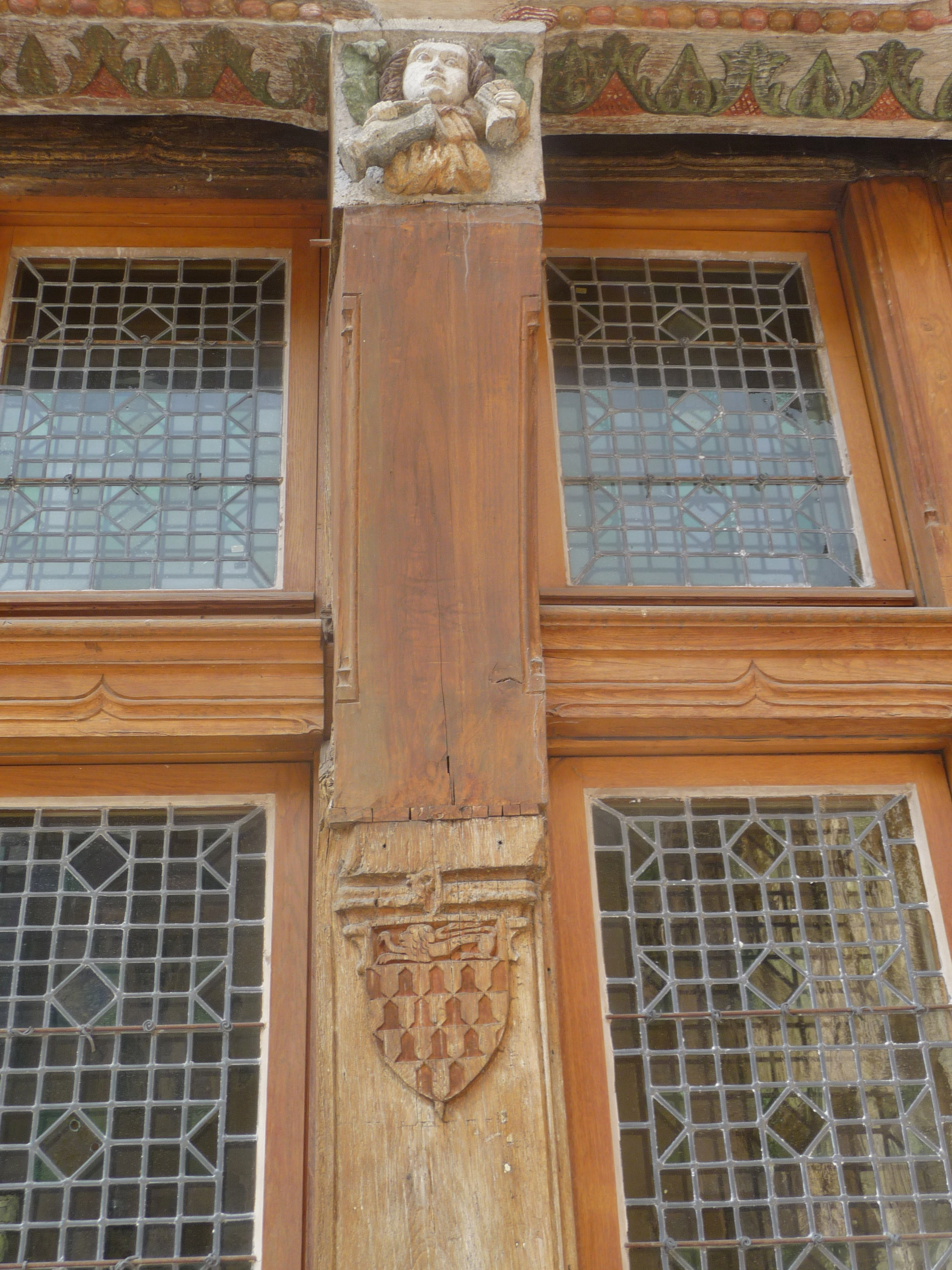
Détail d'une fenêtre
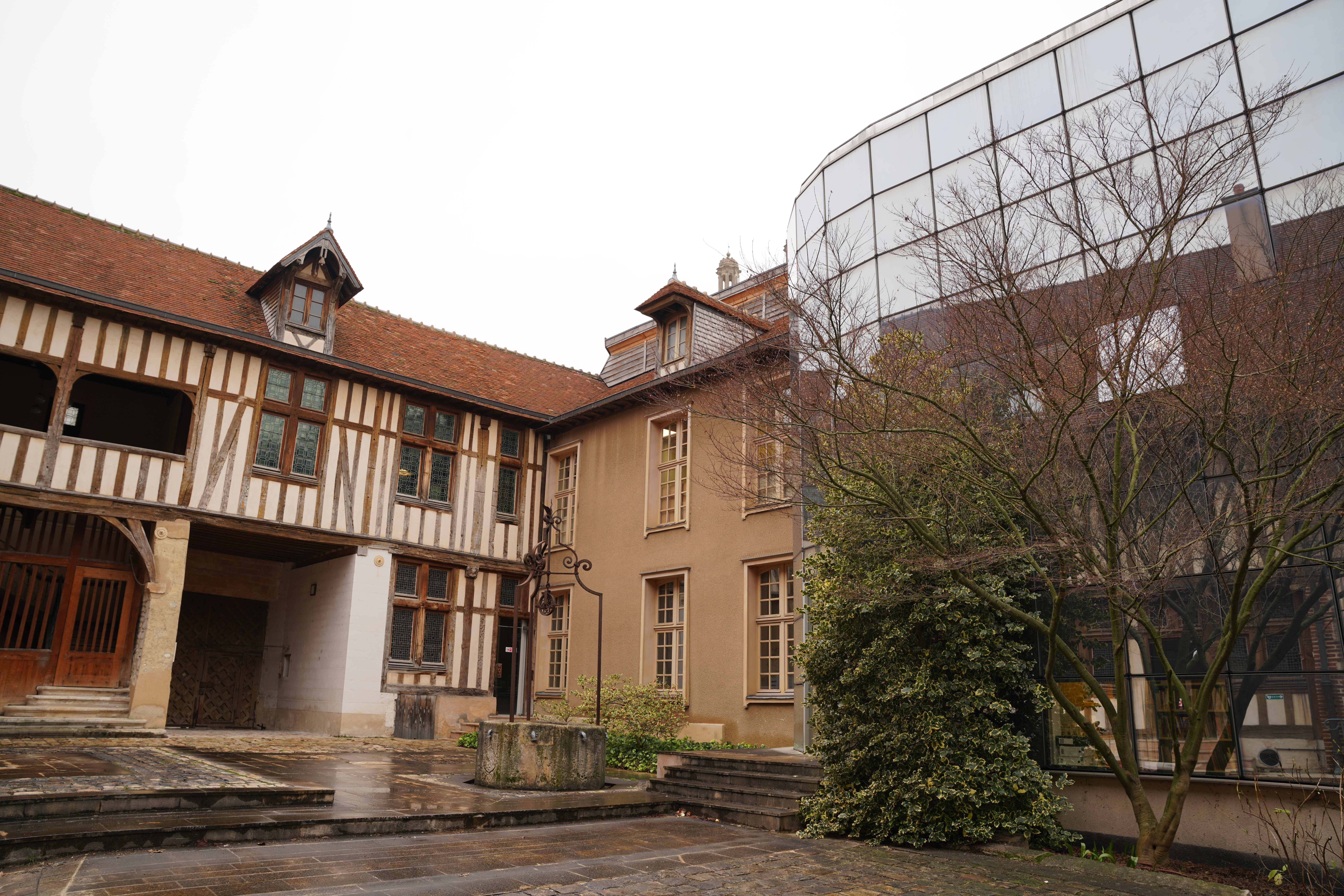
et de la cour.
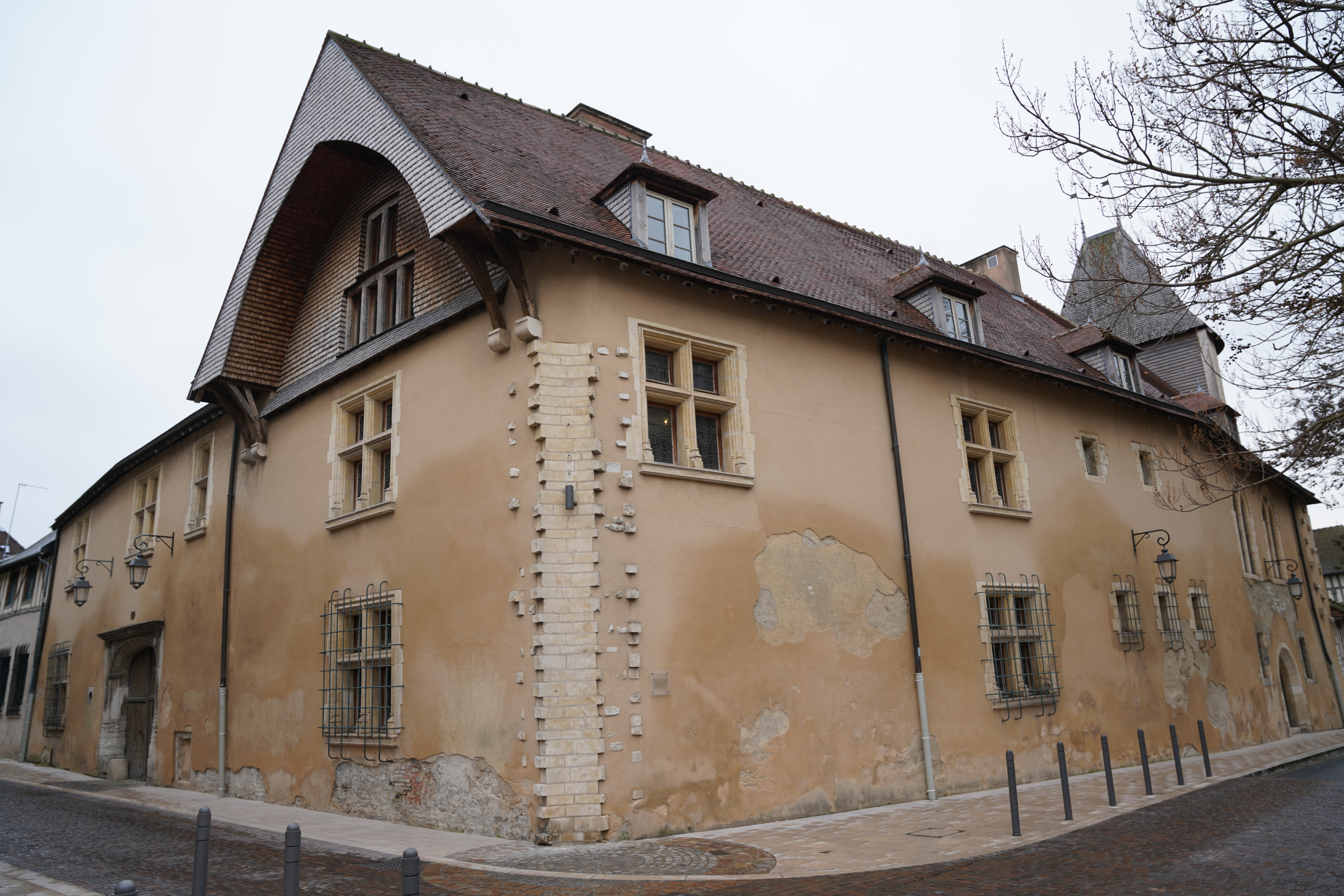
La façade avec la porte cochère et la trace de l'autre tour.

## Usages
Actuellement, l'hôtel accueille la direction administrative et le service des publics du Pôle Muséal des musées publics de Troyes. Les bureaux du service de conservation sont, eux, à l'Hôtel du Chaudron, à Troyes.